# Аралкум (пустеля)
45°00′ пн. ш. 60°30′ сх. д. / 45° пн. ш. 60.5° сх. д.

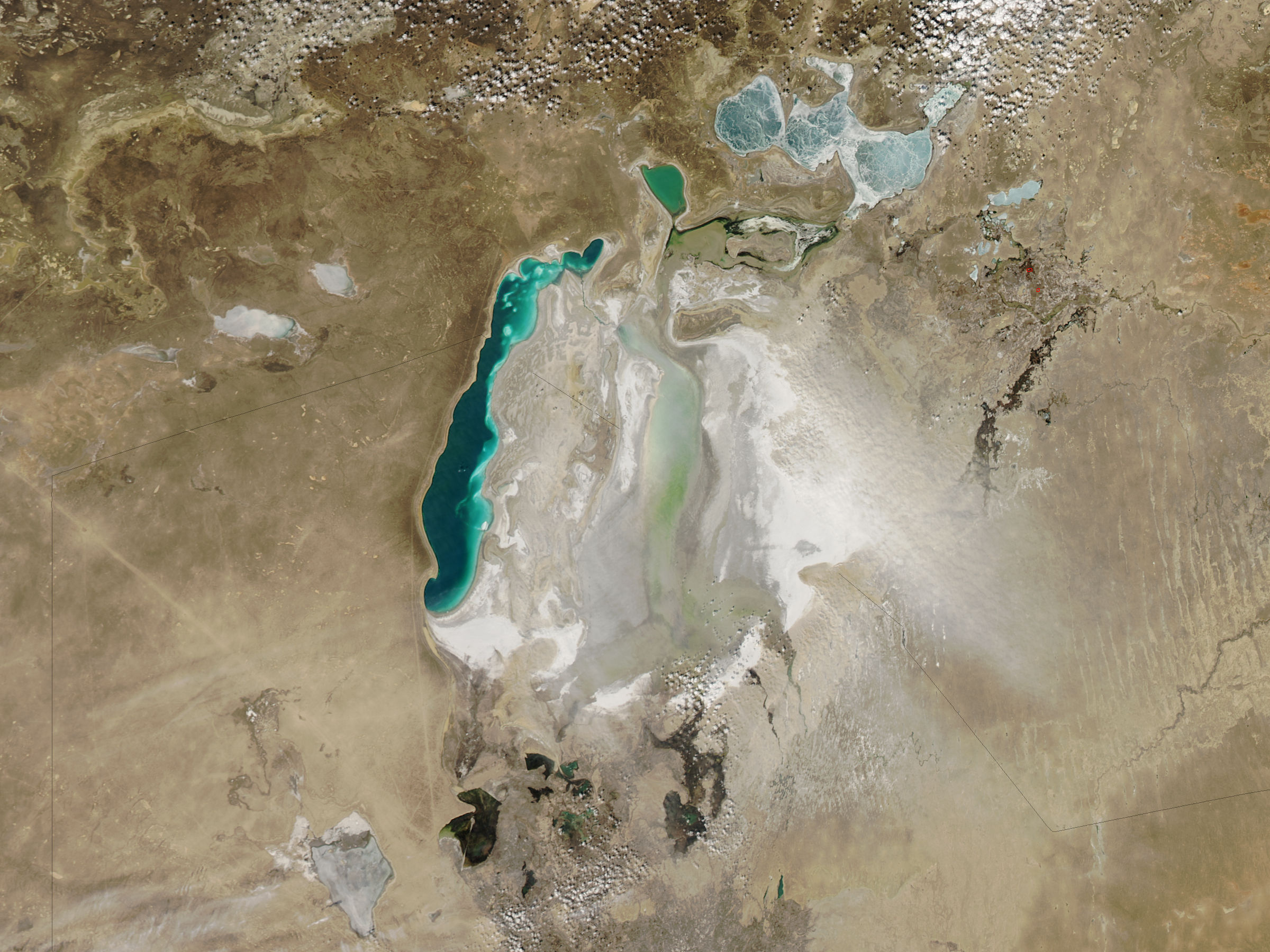
Пилова буря на території Аралкуму (травень 2010 р.)

Аралкум (Ара́л + тюрк. кум) — нова пустеля, що формується на місці висихаючого Аральського моря.
Піщано-солончакова пустеля знаходиться на території Узбекистану і Казахстану, на північний захід від пустель Каракуми та Кизилкум. Також пустелю називають Аккум (Біла пустеля).
Водний баланс Аральського моря був порушений через великі іригаційні проєкти, здійснені в часи СРСР. Після будівництва Кокаральської греблі у 2005 році Північний Арал поступово відновлюється, але Південний Арал висихає, збільшуючи площу Аралкума.

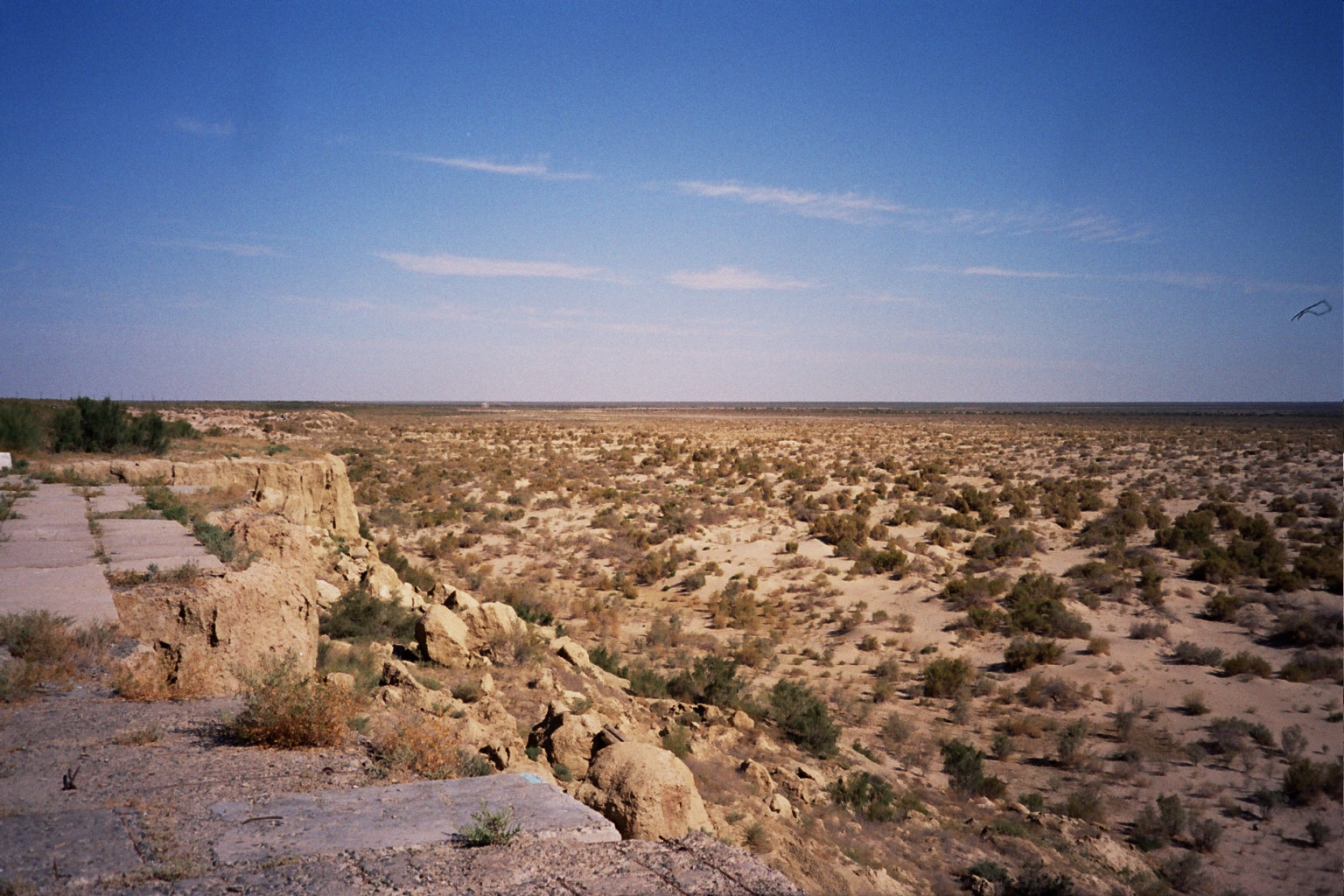
Колишнє дно Аральського моря в Узбекистані, 2004 рік

Унаслідок опустелювання біорізноманіття регіону зменшилось на 200 видів рослин та тварин. Теперішня флора висохлого дна озера почала розвиватись з 1960 року. Вона складається з 34 родин рослин зі 134 родами та 300 видами. Основні представники: Солонець трав'янистий, Suaeda crassifolia, Tripolium vulgare на суглинистих ґрунтах, а також Suaeda acuminata і Atriplex fominii на піщаних ґрунтах.
Аралкум займає площу понад 38 000 км² і є потужним джерелом вітрового виносу. Пилові бурі виносять близько 100 мільйонів тонн токсичних солей та пилу на рік. Дрібнодисперсний пил, що виноситься з колишнього дна водойми, містить залишки мінеральних добрив та пестицидів, що вимивалися зі зрошуваних полів. Над пустелею проходить потужний повітряний потік із заходу на схід, який спричиняє швидке розповсюдження аерозолю за межі Центральної Азії. Токсичні речовини з Аралкуму були знайдені в крові пінгвінів в Антарктиці, звичайний аральський пил — на льодовиках Гренландії, у норвезьких лісах та полях Білорусі.